# Jorat-Menthue
Jorat-Menthue es una comuna suiza del  cantón de Vaud. Tiene una población estimada, a fines de 2022, de 1563 habitantes.
La comuna es el resultado de la fusión el 1 de julio de 2011 de las antiguas comunas de Montaubion-Chardonney, Peney-le-Jorat, Sottens, Villars-Mendraz y Villars-Tiercelin.